# Parochthiphila pallidovittata
Parochthiphila pallidovittata är en tvåvingeart som beskrevs av Tanasijtshuk 1976. Parochthiphila pallidovittata ingår i släktet Parochthiphila och familjen markflugor. Inga underarter finns listade i Catalogue of Life.